# Пересмішник карибський
Пересмішник карибський (Mimus gundlachii) — вид горобцеподібних птахів родини пересмішникових (Mimidae).

## Назва
Вид названо на честь кубинського натураліста Хуана Гундлаха (1810—1896).

## Поширення
Вид поширений на Багамських островах, Кайманових острова, Кубі, Ямайці та островах Теркс і Кайкос, і є бродячим у Флориді. Його природними середовищами існування є субтропічний або тропічний сухий ліс, субтропічний або тропічний вологий низинний ліс, субтропічний або тропічний сухий чагарник та сильно деградований колишній ліс.

## Опис
Птах завдовжки до 28 см. Спинка коричнево-сіра, нижня частина білувата. На спині, з боків і над грудьми має темно-коричневі смугасті пера. Горло має по краях дві чорні смужки у вигляді вусів. Хвіст має білі кінчики. Ноги і дзьоб чорнуваті.

## Спосіб життя
Живиться комахами і дрібними плодами. Гніздиться з квітня по червень у високих кущах. У кладці три коричнево-білі плямисті яйця.